# 香梅楼国照
香梅楼 国照（こうばいろう くにてる、文化11年〈1814年〉 - 明治9年〈1876年〉1月23日）とは、江戸時代後期から明治時代はじめにかけての画家。

## 来歴
下総国古河藩の藩士。姓は山下、名は彦五郎。はじめ同じ古河藩士で画人の岡野梅老より絵を学び、四君子など描いて琴松、東渓、晩庵と号したが、のちに香蝶庵豊国に師事し、直照と称した。さらにその後、香梅楼国照と称す。『増訂浮世絵』によれば肉筆の風俗画を描き、版画は手掛けなかったという。享年63、墓所は茨城県古河市の大聖院。